# Deep in the City
Deep in the City, Flesh and Blood, o The City, como también es conocido; fue una serie dramática canadiense que estuvo al aire del 1999-2001.
El programa, se establece en Toronto, estelarizando Torri Higginson como Katharine Strachan Berg, un abogado de Rosedale. También se incluye a John Ralston, Aidan Levine, Lorne Cardinal y Jody Racicot.
La serie se enfoca en los asesinos que irrumpen la tranquilidad y cotianidad de una ciudad como Toronto, con personajes cuyas vidas paralelas, se entrecruzan sin razón aparente; todo a razón de lo anterior.
Dicha serie fue creada por Pierre Sarrazin y Suzette Couture. Se transmitía en CTV(Canadá) y actualmente se transmite para Latinoamérica en Warner Channel.
- Datos: Q7723152